# Kirazlı (métro d'Istanbul)
Pour les articles homonymes, voir Kirazli.
Kirazlı est une station du métro d'Istanbul, terminus des lignes M1 et M3 du métro d'Istanbul. Elle est située dans le quartier de Kirazlı éponyme, dans le district de Bağcılar à Istanbul en Turquie. La station est inaugurée le 14 juin 2013 avec le prolongement de la ligne M1 entre Esenler et Kirazlı et l'inauguration de la ligne M3 entre Kirazlı et Başakşehir-Metrokent.